# Adèle de Pierre
Adèle de Pierre (* 1. April 1800 in Neuenburg, Kanton Neuenburg; † 5. August 1890 ebenda) war eine Schweizer Gouvernante und Übersetzerin.

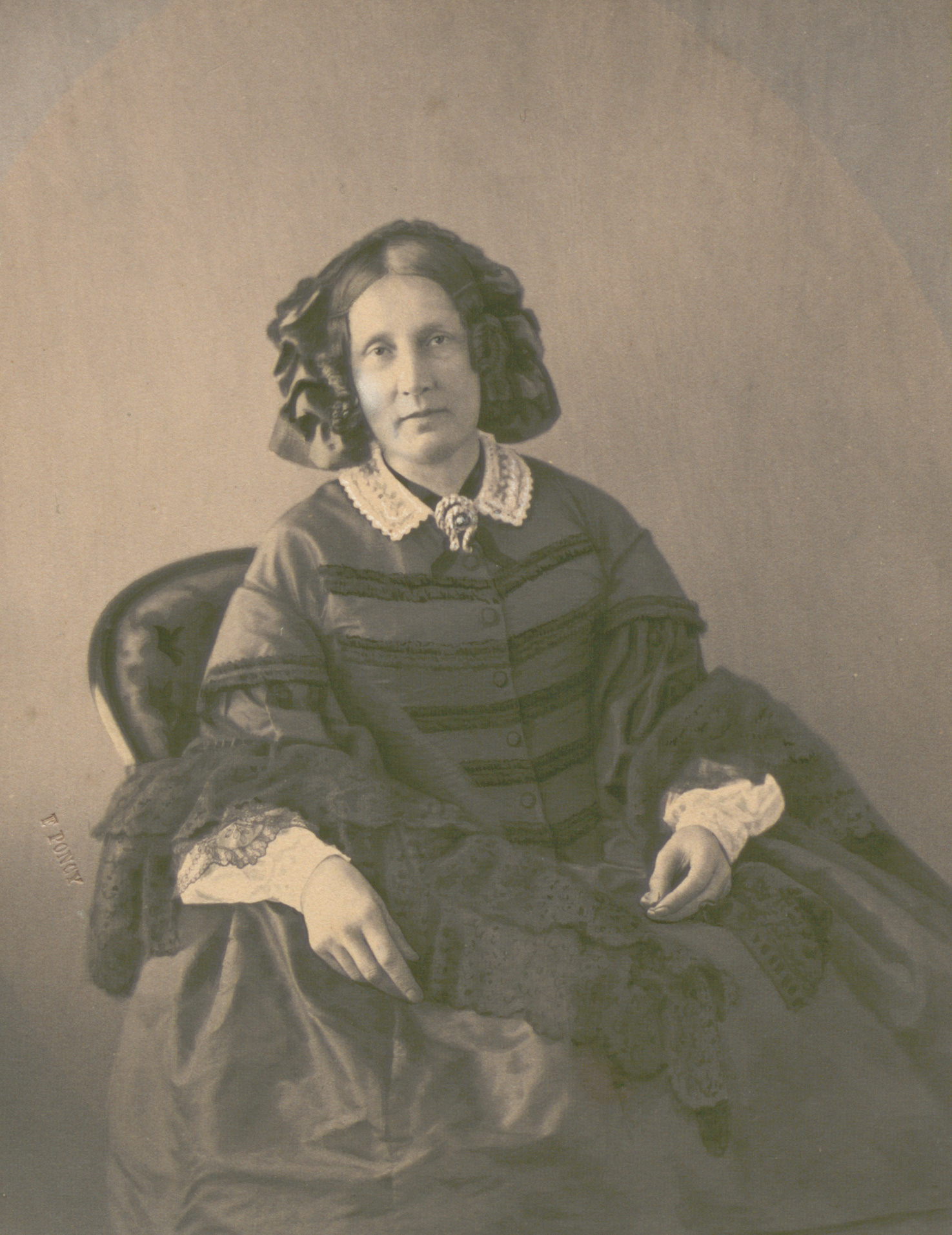
Adèle de Pierre

## Leben und Werk
Adèle de Pierres Eltern waren Philippe-Auguste und Charlotte Julie, geborene de Bosset. Von 1851 bis 1853 arbeitete de Pierre als Erzieherin am preussischen Hof in Berlin. Adèle de Pierres Schützling war Prinzessin Luise von Preussen. Mit der Anstellung de Pierres führte Berlin die Tradition der Neuenburger Erzieherinnen fort. So hatte schon die Neuenburgerin Salomé de Gélieu Luises gleichnamige Grossmutter, Luise von Mecklenburg-Strelitz, spätere Königin von Preussen, erzogen.
Was de Pierre bewog, die Romane von Jeremias Gotthelf Uli der Knecht und Uli der Pächter ins Französische zu übersetzen, und wann sie in Berlin eintraf, ist nicht bekannt. Ihre erste Übersetzung wurde 1850 noch vor Antritt ihrer Stelle in Berlin, die zweite 1853 veröffentlicht. Sie erschienen anonym, aber de Pierres Autorschaft lässt sich anhand ihrer Korrespondenz und von Tagebucheintragungen belegen.
Wilhelm I. verlieh de Pierre als König von Preussen den Titel einer Stiftsdame des lutherischen Ordens von Magdeburg. In den 1950er Jahren besass Hugues Jéquier, ihr in Paris lebender Grossneffe, noch Briefe und ein Tagebuch aus ihrem Nachlass.